# Лиснато тесто
Лиснато тесто, познато и као pâte feuilletée, је лагано тесто направљено од слојева теста и путера или друге чврсте масноће (маргарина). У тесто се ставља путер и пре печења више пута се савија и развлачи.
Празнине које се формирају између слојева остављене топљењем масноће праве се тако што се вода претвара у пару током процеса печења.

## Историја
Изгледа да је лиснато тесто повезано са грчким phyllo (лист), и користи се на сличан начин за прављење слојевитог теста. Рhyllo је веома танко бесквасно тесто које се користи за прављење пецива као што су баклава и бурек у блискоисточним и балканским кухињама. Пецива на бази phyllo-а се праве наношењем више листова премазаних уљем или путером; пециво се затим пече. Изгледа да је лиснато тесто еволуирало од танких листова теста намазаног маслиновим уљем до теста са слојевима путера.
Изгледа да је порекло модерног лиснатог теста шпанско, можда захваљујући арапским или маварским утицајима: први познати рецепт за модерно лиснато тесто (који користи путер или маст) појављује се у шпанској књизи рецепата Libro del arte de cozina који је написао Доминго Хернандез де Мацерас и објавио 1607. Мацерас, главни кувар на једном од колеџа Универзитета у Саламанци, већ је разликовао рецепте од пуњеног лиснатог теста и тарт колача од лиснатог теста. Франсиско Мартинез Мотињо, главни кувар Филипа II Шпанског (1527-1598), је такође дао неколико рецепата за лиснато тесто у својој Arte de cocina, pastelería, bizcochería y conservería објављеној 1611. године. У овој књизи лиснато тесто се обилато користи, посебно за прављење сланих пита од дивљачи, а неки шпански коментатори, попут Дионисија Переса Гутијереза, отишли су толико далеко да Мартинезу Монтињу приписују признање да је изумео лиснато тесто. У свом роману <i>El Buscón</i> (објављен 1627, али написан 1604), шпански писац Франсиско де Кеведо заједљиво сугерише да су пите од лиснатог теста које се продају у гостионици неког Симона де Паредеса у Мадриду биле фалсификоване људским месом. Дакле, изгледа да је лиснато тесто имало широку употребу у Шпанији почетком 17. века. Традиционално се приписује француском сликару и кувару Клоду Лорену (1600-1682)  (прича каже да је Лорен правио врсту хлеба са пуно путера за свог болесног оца, а процес ваљања путера у тесто за хлеб је створио готов производ налик кроасану), прича је лажна. У ствари, први француски рецепт за лиснато тесто објављен је у  „Pastissier françois“ Франсоа Пјера Ла Варена, 1653. године.

## Производња
Производња лиснатог теста може бити дуготрајна, јер се мора држати на температури од приближно 16 °C да масноћа не би постала течна и мора да стоји између преклапања како би се тракама глутена омогућило време да се повежу и тако задрже слојевитост.
Број слојева лиснатог теста се израчунава по формули:
{\displaystyle \ell =(f+1)^{n}}
где је {\displaystyle \ell } број готових слојева, {\displaystyle f} број преклапања у једном потезу преклапања, и {\displaystyle n} је колико пута се потез преклапања понавља. На пример, два пута преклапање (тј. у три), поновљено четири пута даје {\displaystyle (2+1)^{4}=81} слојева. Кувар Џулија Чајлд препоручује 73 слоја за обичне pâte feuilletée и 729 (тј. 36 ) слојева за фину паштету (у другом тому њеног уџбеника Овладавање уметности француског кувања).
Комерцијално направљено лиснато тесто је доступно у продавницама прехрамбених производа. Уобичајене врсте масти које се користе укључују путер, биљне масноће, маст и маргарин. Маслац се најчешће користи јер пружа богатији укус и врхунски осећај у устима. Свињска маст има вишу тачку топљења, па ће лиснато тесто нарасти више од теста са путером, ако је правилно направљено. Лиснато тесто направљено на овај начин ће, међутим, често имати воштани осећај у устима и блажи укус. За индустријску производњу лиснатог теста користи се специјализовани маргарин формулисан за високу пластичност (способност да се врло танко размазује без распадања).

## Варијанте и разлике
Пошто је процес прављења лиснатог теста генерално мукотрпан и дуготрајан, бржи рецепти су прилично уобичајени: познати као „брзо“, „грубо лиснато“.
Лиснато тесто се такође може дизати пекарским квасцем да би се направили кроасани, данско пециво, шпанска/португалска милхоја или емпанадила; иако се такви препарати не сматрају универзално лиснатим пецивом.